# ももココロ
ももココロ（1968年1月31日 - ）は、沖縄県読谷村楚辺出身の沖縄在住の漫画家。本名は桃原 毅（とうばる つよし）。2004年1月1日に漫画家としてデビューした。主に琉球新報紙上で、4コママンガ｢がじゅまるファミリー｣を書いている。

## 主な作品
- がじゅまるファミリー　琉球新報、2004年1月1日～現在連載中